# MiA (músico)
Azu Shouya (阿津 翔也, Shōya Azu), mais conhecido como MiA (Yokohama - 17 de setembro de 1991) é um compositor e guitarrista japonês de visual kei. Ficou conhecido por fazer parte da banda Mejibray, Sugar or Dry e fez parte da banda Toon Factory. Ele cria suas guitarras em parceria com a marca ESP Japan.

## Carreira
MiA começou a tocar guitarra pois queria tocar as músicas da banda Do As Infinity.
Em 2011, após o fim da banda Toon Factory, juntou-se ao Mejibray. A banda entrou em um inesperado hiato em dezembro de 2017, após Tsuzuku e Koichi deixarem a banda.
Em 2017, participou do festival "Toshl Valentine ROCK Festival!" de Toshi do X Japan, como guitarrista solo.
Desde 2018, faz parte do grupo Sugar or Dry.
Já tocou com Asagi, da banda D.